# Шмаковское сельское поселение (Смоленская область)
Шмаковское сельское поселение — упразднённое муниципальное образование в составе Починковского района Смоленской области России.
Административный центр — деревня Шмаково.
Образовано Законом Смоленской области от 28 декабря 2004 года. Упразднено Законом Смоленской области от 20 декабря 2018 года с включением к 1 января 2019 года всех входивших в его состав населённых пунктов в Ленинское сельское поселение.

## Географические данные
- Общая площадь: 173,9 км²
- Расположение: юго-восточная часть Починковского района
- Граничило:
  - на севере — с Ельнинским районом
  - на востоке — с Рославльским районом
  - на юге — с Лысовским сельским поселением
  - на юго-западе — с Васьковским сельским поселением
  - на северо-западе — с Климщинским сельским поселением
- Крупные реки: Десна, Стряна.

## Население
| 2007 | 2011 | 2012 | 2013 | 2014 | 2015 | 2016 |
| ---- | ---- | ---- | ---- | ---- | ---- | ---- |
| 522  | ↘388 | ↘367 | ↘356 | ↗359 | ↘341 | ↗343 |
| 2017 | 2018 | 2019 |      |      |      |      |
| ↘331 | ↘319 | ↘304 |      |      |      |      |

## Населённые пункты
В состав поселения входили следующие населённые пункты:
- Шмаково, деревня
- Белик, деревня
- Бор, деревня
- Борок, деревня
- Веселовка, деревня
- Ивановка, деревня
- Ольговка, деревня
- Павлово, деревня
- Подборье, деревня
- Подмостки, деревня
- Саловка, деревня
- Стомятское, деревня
- Чернавка, деревня
- Шиловка, деревня

## Местное самоуправление
Главой поселения и Главой администрации является Кузьменков Юрий Иванович.

## Экономика
Сельхозпредприятия, магазины.